# Liliane Mukobwankawe
Liliane Mukobwankawe (* 6. Januar 1989 im Distrikt Kamonyi) ist eine ruandische Sitzvolleyball- und Sitzballspielerin.

## Frühes Leben
Mukobwankawe wurde als jüngste von sieben Geschwistern (vier Jungen und drei Mädchen) im Distrikt Kamonyi in der Südprovinz geboren. In ihrer Kindheit zogen ihre Eltern Emmanuel Karangwa und Agnes Uwiregye mit ihnen nach Gisimenti im heutigen Sektor Remera der Hauptstadt Kigali. Während des Völkermords von 1994 wurde ihr Vater wie etwa 800.000 bis 1 Million andere Ruander getötet. Drei Jahre später wurde sie im Alter von acht Jahren beim Überqueren der Straße auf dem Weg zum Supermarkt von einem Auto am rechten Bein verletzt, wobei ihr Oberschenkel brach. Nach mehrfachen Operationen und einigen Monaten im Krankenhaus konnte sie wieder gehen und begann wieder Basketball zu spielen, benötigte jedoch nach einer Kollision mit einem gegnerischen Spieler im Jahr 2005 Gehstützen.

## Sportliche Karriere
Im Jahr 2007, zehn Jahre nach ihrem Unfall, lernte Mukobwankawe an ihrer Schule durch ein Mitglied von Special Olympics Ruanda die im Land noch neue Sportart Sitzball kennen. Sie spielte daraufhin in verschiedenen Sitzball-Vereinen und als Mannschaftskapitänin bei den Sitzball-Weltmeisterschaften in Kampala, an denen die ruandische Frauenmannschaft erstmals teilnahm. Nach der erfolgreichen Qualifikation der Sitzvolleyball-Männermannschaft für die Paralympische Sommerspiele 2012 in London wollte man in Ruanda auch eine Frauenmannschaft gründen. In diese traten zunächst Athletinnen mit kaum Sitzvolleyballerfahrungen aus der bereits bestehenden Sitzball-Liga bei, darunter Mukobwankawe, die erneut zur Mannschaftskapitänin ernannt wurde. Ihr erster Nationaltrainer war Jean Marie Nsengiyumva. 2014 wurde schließlich eine ruandische Sitzvolleyball-Liga für Frauen gegründet, die zehn Mannschaften umfasste. Die Sitzvolleyball-Nationalmannschaft war rasch erfolgreich. Im August 2014 schlug sie Kenia 3:2 und gewann die Ostafrikanischen Meisterschaften, woraufhin das Sportministerium ein Trainingslager für die Afrikanischen Meisterschaften 2015 in Kigali finanzierte. Zunächst im Rückstand schafften sie es auch dort die Favoriten Ägypten 3:2 zu schlagen und Mukobwankawe wurde beim Turnier zum Best Receiver gekürt. Die Mannschaft qualifizierte sich durch den Sieg für die Paralympischen Spiele 2016 in Rio de Janeiro. Es war die erste Teilnahme einer Frauenmannschaft aus Subsahara-Afrika wie auch bereits die ruandischen Männer 2012 als erste Mannschaft aus Subsahara-Afrika teilgenommen hatten. Die Teilnahme blieb jedoch anders als auf dem Kontinent erfolglos. Bei den Afrikanischen Sitzvolleyball-Meisterschaften 2019 wurde Mukobwankawe als Best Defender geehrt. Die Mannschaft qualifizierte sich erneut für die Parlamypischen Spiele, die 2020 bzw. wegen der COVID-19-Pandemie erst 2021 in Tokio stattfanden. Dort erreichten sie unter ihrem ägyptischen Trainer Mossad Rashad den siebten Platz und konnten ihr erstes siegreiches Spiel bei den Paralympics verzeichnen. Für die erfolgreichen Qualifikationen 2016 und 2020 hatte jeder Athlet zudem jeweils drei Millionen Ruanda-Francs (ca. 2024 €) erhalten. 2023 wurde Mukobwankawe in Ruanda als eine der herausragenden Persönlichkeiten des Jahres im Frauensport ausgezeichnet. Im Januar 2024 gewann ihre Mannschaft im Finale gegen Kenia das dritte Mal ParaVolley Africa und qualifizierte sich erfolgreich für die Paralympischen Sommerspiele 2024 in Paris.

## Andere Tätigkeiten und Privates
Mukobwankawe betreibt ein Kleidungsgeschäft im Sektor Remera des Distrikts Gasabo in Kigali, wo sie mit ihrer Familie lebt. Sie ist mit dem Leichtathletik-Nationaltrainer und Sportfunktionär Eric Karasira verheiratet und hat zwei Kinder.